# سیلاندرون
سیلاندرون (به انگلیسی: Silandrone) یک ترکیب شیمیایی با شناسه پاب‌کم ۵۲۱۲۸۵ است.